# 里弗萨莱
里弗萨莱（River Sallee）是加勒比海岛国格林纳达东海岸上一座的城镇，由圣帕特里克区负责管辖，位于蒂沃利和巴斯威之间的道路上，海拔高度为24米。
12°11′54″N 61°36′52″W / 12.19833°N 61.61444°W